# Tvåpunktstetra
Tvåpunktstetra, Astyanax bimaculatus, är en art av karplaxar i familjen Characidae beskriven av Linné (1758). Arten har rapporterats från större delen av tropiska Sydamerika, men är förmodligen begränsad till norra delen, från Panama och Venezuela söderut till Amazonbäckenet och från Ecuador, Colombia och Peru österut till Guyana-länderna, samt på Trinidad. Tvpåpunktstetra blir 15 cm totallängd och är silverfärgad med en svart fläck i skulderområdet.